# Philoponella oweni
Espèce
Synonymes
- Uloborus oweni Chamberlin, 1924

Philoponella oweni est une espèce d'araignées aranéomorphes de la famille des Uloboridae.

## Distribution
Cette espèce se rencontre aux États-Unis en Arizona, au Nouveau-Mexique, au Colorado et au Texas et au Mexique,.

## Description
La femelle holotype mesure 5,2 mm.
Les mâles mesurent de 3,2 à 4,4 mm et les femelles de 4,6 à 7,1 mm.

## Étymologie
Cette espèce est nommée en l'honneur de Virgil Owen.

## Publication originale
- Chamberlin, 1924 : The spider fauna of the shores and islands of the Gulf of California. Proceedings of the California Academy of Sciences, sér. 4, vol. 12, p. 561-694 (texte intégral).